# جایزه بزرگ بلژیک ۱۹۹۱
جایزه بزرگ بلژیک ۱۹۹۱ (انگلیسی: ‎1991 Belgian Grand Prix‎) یک مسابقهٔ موتوری در رشتهٔ اتومبیل‌رانی فرمول یک بود که در تاریخ ۲۵ اوت ۱۹۹۱ در پیست اسپا-فرانکورشان واقع در اسپا، بلژیک برگزار شد. این گراند پری در میان ۱۶ گراند پری در فصل ۱۹۹۱، مسابقهٔ شمارهٔ ۱۱ بود.
در این مسابقه که در ۴۴ دور و به مسافت ۳۰۵٫۳۶۰ کیلومتر (۱۸۹٫۷۴۲ مایل) برگزار شد، پول پوزیشن توسط آیرتون سنا کسب شد و سریع‌ترین زمان برای طی یک دور پیست که برابر با ۱:۵۵٫۱۶۱ بود نیز توسط روبرتو مورنو به ثبت رسید.
آیرتون سنا از تیم مک‌لارن-هوندا، گرهارد برگر از تیم مک‌لارن-هوندا و نلسون پیکه از تیم بنتون-فورد به‌ترتیب مقام‌های اول تا سوم مسابقه را کسب کردند.

## رده‌بندی قهرمانی پس از مسابقه
| جایگاه | راننده         | امتیاز |
| ------ | -------------- | ------ |
| ۱      | آیرتون سنا     | ۷۱     |
| ۲      | نایجل منسل     | ۴۹     |
| ۳      | ریکاردو پاتریس | ۳۴     |
| ۴      | گرهارد برگر    | ۲۸     |
| ۵      | نلسون پیکه     | ۲۲     |
| منبع:  |                |        |

| جایگاه | سازنده       | امتیاز |
| ------ | ------------ | ------ |
| ۱      | مک‌لارن-هوندا | ۹۹     |
| ۲      | ویلیامز-رنو  | ۸۳     |
| ۳      | فراری        | ۳۵     |
| ۴      | بنتون-فورد   | ۳۰     |
| ۵      | جردن-فورد    | ۱۳     |
| منبع:  |              |        |

یادداشت
- تنها پنج جایگاه نخست از هر رده‌بندی نمایش داده شده‌است.